# エア・カナダ エクスプレス
エア・カナダ エクスプレス（英語: Air Canada Express）とは、エア・カナダとの乗り継ぎのために地域航空会社が運航している名称・ブランドである。2025年現在では、ジャズ航空とPAL航空のみが運航している。これらの航空会社はエア・カナダの便名でエア・カナダのハブ空港と地方空港との間の路線を小型ジェット機などで運航している。

## 歴史

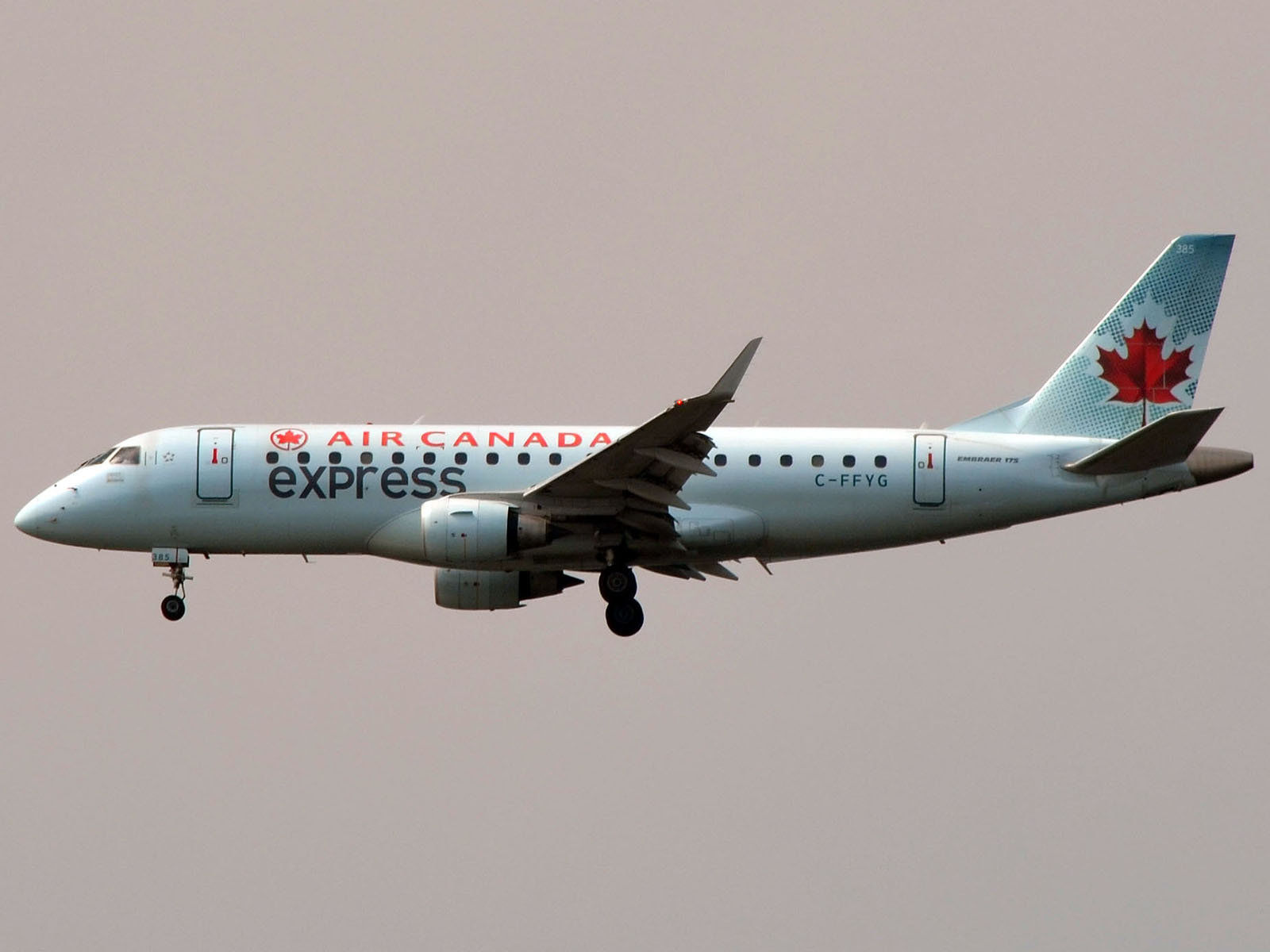
エア・カナダ エクスプレス エンブラエルE175（旧塗装）

2011年4月26日、「エア・カナダ・ジャズ」ブランドを終了し、「エア・カナダ エクスプレス」を新設する意向を発表。これ以前は、「エア・カナダ・ジャズ」もしくは「エア・カナダ・アライアンス」名義で運航されていた。
2020年1月、エア・ジョージアンが同ブランドから離脱。2021年3月1日、スカイ・リージョナル航空も同ブランドから離脱。この時点でジャズ航空が残り唯一の運航会社となるはずだった。
しかし、2023年5月、エア・カナダはPAL航空と5年間の運航契約を締結し、同社がブランドに加わった。この契約にはボンバルディアQ400s6機の購入も含まれており、エア・カナダが購入してPAL航空がエア・カナダ エクスプレスとして運航することが定められている。PAL航空による同ブランドでの運航は同年7月に開始された。

## 就航都市
|       | 国             | 就航都市 |
| ----- | -------------- | --- |
| 北 米 | カナダ         | ハブ空港：カルガリー、バンクーバー、トロント、モントリオール |
| 北 米 | カナダ         | 拠点空港：オタワ、ハリファックス |
| 北 米 | カナダ         | 東部：ロンドン、ノースベイ、サドバリー、ティミンズ、ビリー・ビショップ、ウィンザー、スーセントメリー、サンダーベイ、ケベック、セティル、ルーインノランダ、バゴツヴィール                                                                                     |
| 北 米 | カナダ         | 大西洋沿岸：セントジョンズ、グースベイ、ガンダー、ディアレイク、フレデリクトン、モンクトン、セントジョン、バサースト、マドレーヌ諸島、シャーロットタウン |
| 北 米 | カナダ         | 中部：エドモントン、ウィニペグ、サスカトゥーン、レジャイナ |
| 北 米 | カナダ         | 北部：イエローナイフ、ホワイトホース |
| 北 米 | カナダ         | 西部：ケローナ、フォートマクマレー、ビクトリア、ダグラス・マカーディー、ナナイモ、グランドプレーリー、コモックス、カムループス、プリンスジョージ、クランブルック、キャッスルガー、フォートセントジョン、プリンスルパート、サンドスピット、スミサーズ、テラス |
| 北 米 | アメリカ合衆国 | 東海岸：ニューヨーク/JFK、ニューアーク、ラガーディア、ワシントン/レーガン、ダレス、ボストン、チャールストン、フィラデルフィア、ローリー、ジャクソンビル |
| 北 米 | アメリカ合衆国 | 西海岸：サンディエゴ、サンフランシスコ、 シアトル、ポートランド、サクラメント |
| 北 米 | アメリカ合衆国 | 山岳部：デンバー、フェニックス |
| 北 米 | アメリカ合衆国 | 中西部：シカゴ、ミネアポリス、デトロイト、セントルイス、インディアナポリス、コロンバス、シンシナティ、ピッツバーグ、クリーブランド |
| 北 米 | アメリカ合衆国 | 南部：シャーロット、アトランタ、ダラス、ヒューストン |

## 保有機材

### 運航機材
| 運航者     | 機材                 | 運用数 | 座席数 | 座席数 | 座席数 | 備考                                                                                    |
| 運航者     | 機材                 | 運用数 | J      | Y      | 合計   | 備考                                                                                    |
| ---------- | -------------------- | ------ | ------ | ------ | ------ | --------------------------------------------------------------------------------------- |
| ジャズ航空 | ボンバルディアCRJ900 | 35     | 12     | 64     | 76     | 運輸省にはCL-600-2D24 (Series 900)として登録                                            |
| ジャズ航空 | ボンバルディアQ400   | 39     | –      | 78     | 78     | 運輸省にはデ・ハビランド DHC-8-402として登録                                            |
| ジャズ航空 | エンブラエル175      | 25     | 12     | 64     | 76     | 運輸省にはERJ 170-200 SUとして登録                                                      |
| PAL航空    | ボンバルディアQ400   | 7      | –      | 76     | 76     | 保有する15機のボンバルディアQ400（402）のうち7機をエア・カナダ エクスプレスとして運航。 |
|            | 合計                 | 106    |        |        |        |                                                                                         |

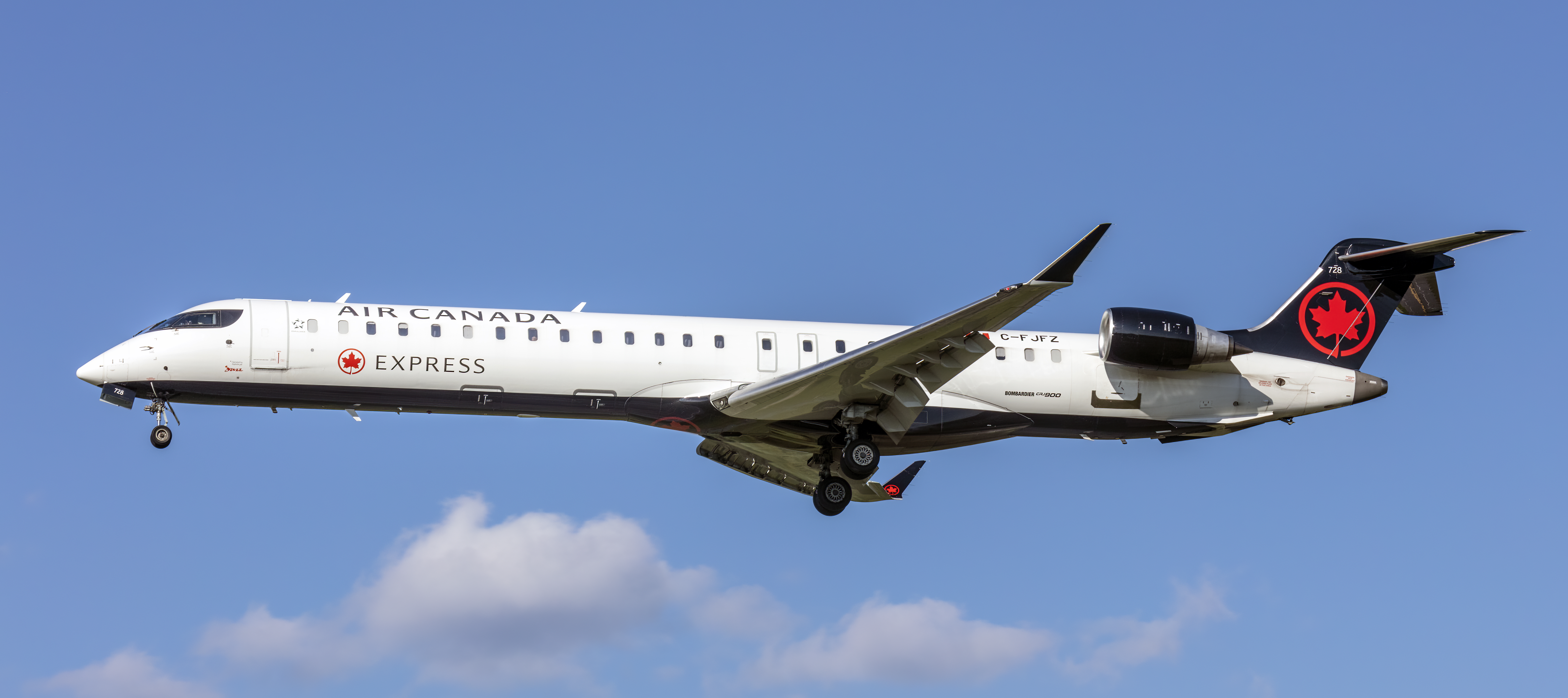
ボンバルディアCRJ-900
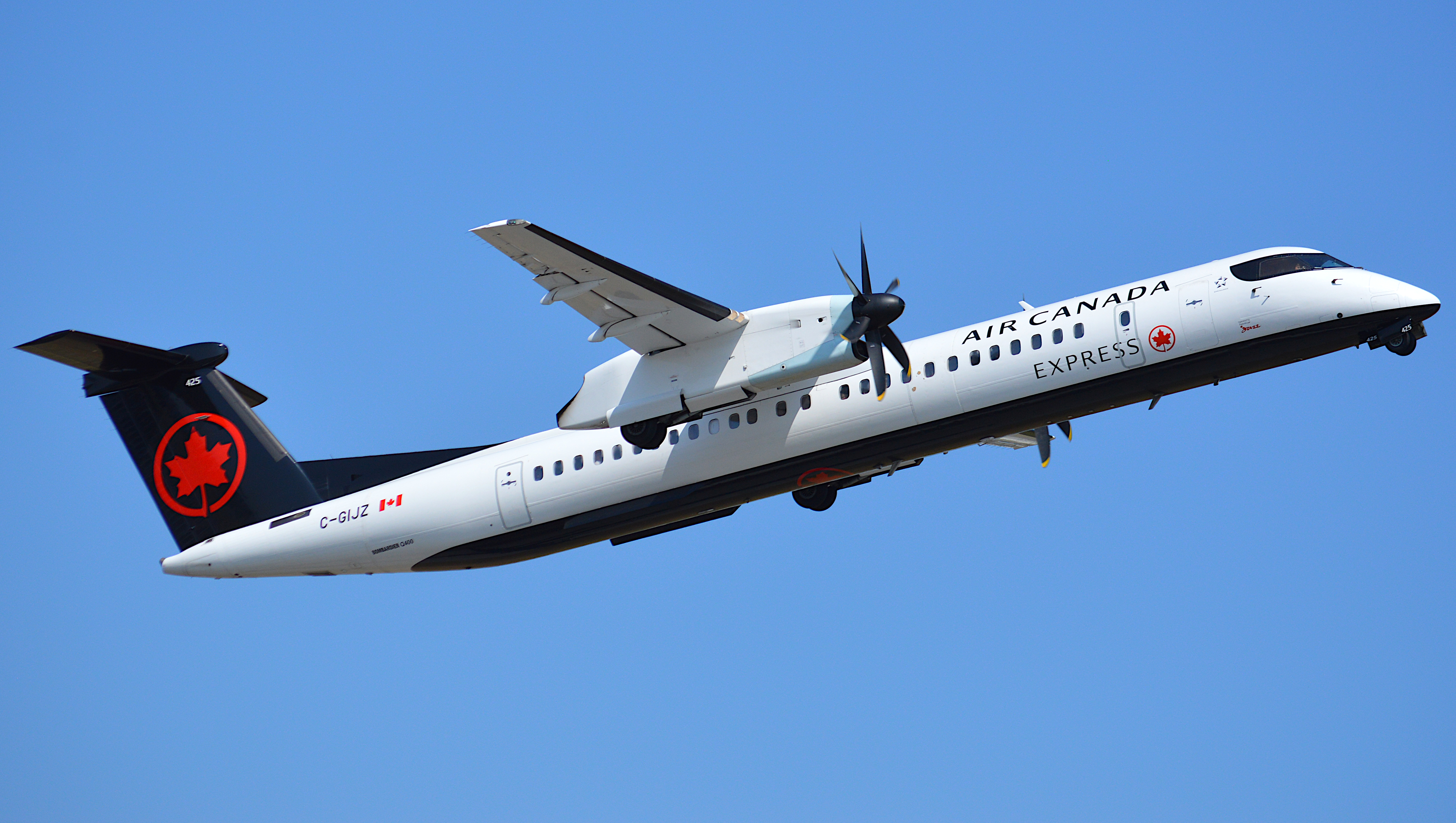
ボンバルディアQ400
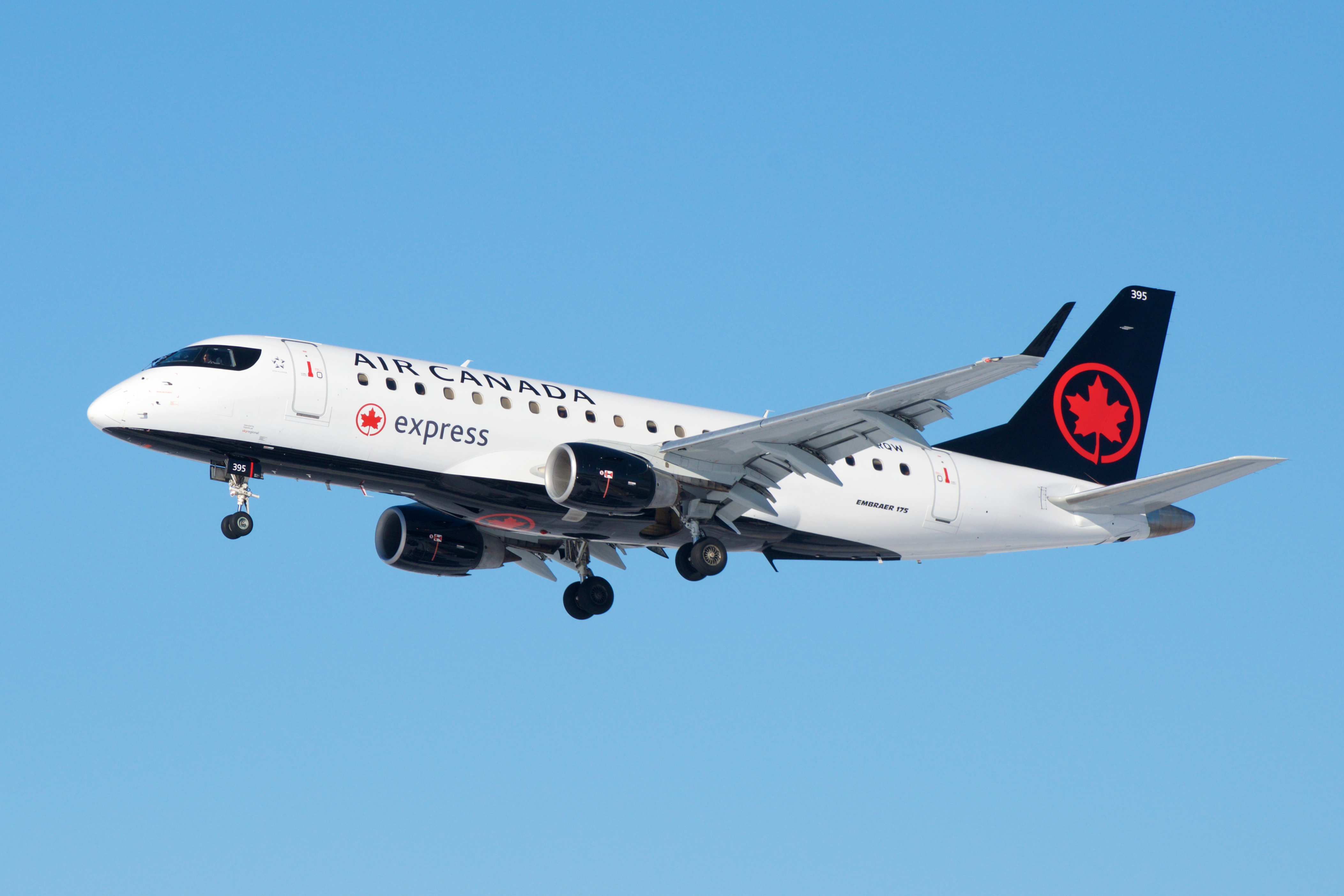
エンブラエル175

### 退役済機材
- ボンバルディアCRJ100
- ボンバルディアCRJ200
- ビーチクラフト 1900D

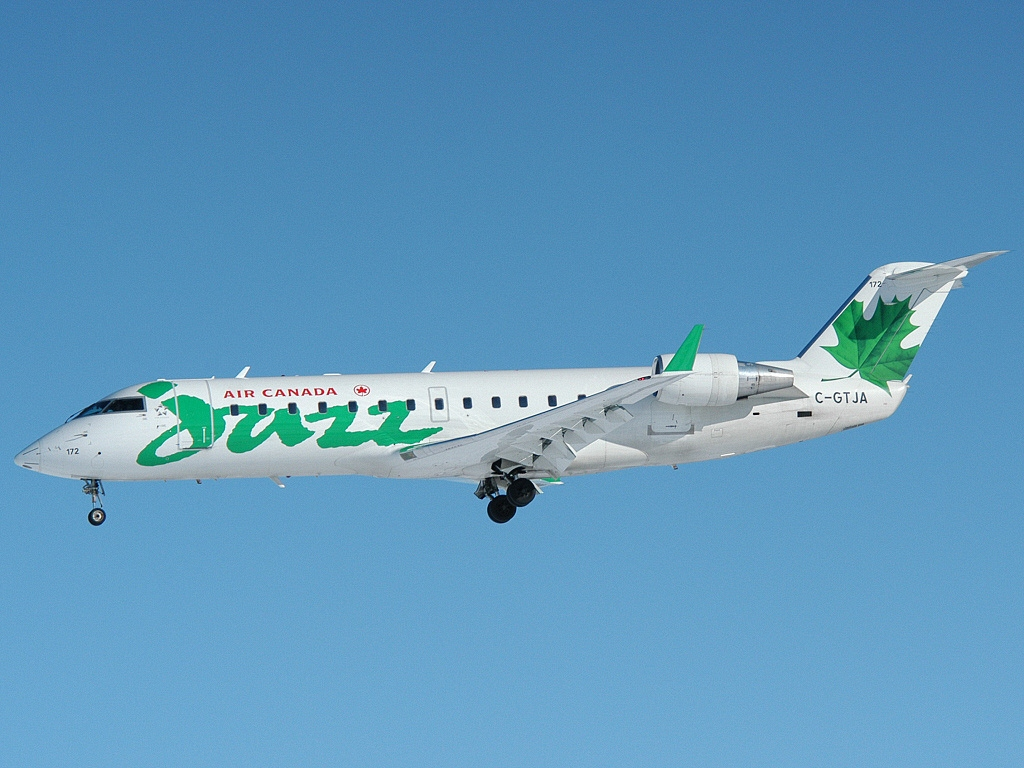
エア・カナダ・ジャズ時代のCRJ200

- デ・ハビランド・カナダ DHC-8-100
- デ・ハビランド・カナダ DHC-8-300

## 主な航空事故
- エア・カナダ2259便胴体着陸事故:2024年12月29日